# Husvedgeting
Husvedgeting (Symmorphus bifasciatus) är en stekelart som först beskrevs av Carl von Linné 1761. Enligt Catalogue of Life ingår husvedgeting i släktet vedgetingar och familjen Eumenidae, men enligt Dyntaxa är tillhörigheten istället släktet vedgetingar och familjen getingar. Arten är reproducerande i Sverige. Inga underarter finns listade i Catalogue of Life.